# Paul Reiser
Paul Reiser, född 30 mars 1956 i New York i New York, är en amerikansk ståuppkomiker, skådespelare, manusförfattare och musiker. Mest känd är han för sin roll som Paul Buchman i TV-serien Galen i dig, som han också var med och skapade.

## Bakgrund och familj
Paul Reiser föddes och växte upp i New York. Fadern Sam Reiser var partihandlare i hälsokost och hans mor Helen var hemmafru. Paul Reiser gick grundskolan på East Side Hebrew Institute i Lower East Side på Manhattan och fortsatte på Stuyvesant High School även det i New York. Han tog en kandidatexamen i musik (piano och komposition), och var aktiv inom studentteatern. Paul Reiser grundade en teaterförening på campus med namnet The Little Theater That Could, ungefär den lilla teatern som kunde, belägen i det studentområde Paul Reisers studentkorridor, Hinman College, låg. Föreningen bytte senare namn till Hinman Production Company. Paul Reiser fann sitt kall när han uppträdde som ståuppkomiker på klubbar i New York under sommarloven från universitetet.

## Karriär
Efter att ha finslipat sina kunskaper som ståuppkomiker i New York fick han en roll i filmen Fiket, 1982, en film som handlar om några tonåringars väg in i vuxenvärlden, av Barry Levinson. Paul Reiser spelar karaktären Modell som drömmer om att bli ståuppkomiker, vilket ledde till att Hollywood fick upp ögonen för hans talang. Även Kevin Bacon, Steve Guttenberg och Mickey Rourke kunde ge sina respektive karriär en kickstart genom den filmen.
Han följde upp filmen med Snuten i Hollywood, 1984, där han spelar Axel Foleys kollega, en roll som han åter gjorde i uppföljaren Snuten i Hollywood II, 1987. Han hade också roller i James Camerons Aliens, 1986, Blondinen som alltid sa ja, 1991, och Bye Bye, Love från 1995.
Paul Reiser hade en av huvudrollerna, som en av två möjliga fäder till en tonårig dotter, i My Two Dads från 1987–1989. Hans verkliga genombrott kom i rollen som Paul Buchman i situationskomedin Galen i dig, där han spelade nygift make mot Helen Hunt. Paul Reiser var en av skaparna av serien som bland annat nominerades för Emmy Award, Golden Globe, American Comedy Award och utmärkelse från Screen Actors Guild. Under TV-seriens avslutande säsong 1999 fick Paul Reiser och Helen Hunt en miljon dollar per avsnitt. År 2001 spelade Paul Reiser en dramatisk roll i den brittiska TV-filmen Jakten på livet där han spelar en man som söker efter sin biologiska mor efter att han fått veta att han lider av en allvarlig sjukdom.
Paul Reiser har skrivit två böcker, en om parförhållanden, Couplehood, och en om att bli pappa första gången Babyhood. Boken Couplehood startade på sidan 145, och Paul Reiser motiverade det med att han ville att hans läsare skulle känna att de åstadkommit något redan efter att ha läst de första sidorna. Båda böckerna hamnade på New York Times bästsäljarlista.

## Filmografi

### Filmer
| År   | Titel                      | Roll               | Anmärkningar  |
| ---- | -------------------------- | ------------------ | ------------- |
| 1982 | Fiket                      | Modell             |               |
| 1984 | Snuten i Hollywood         | Jeffrey Friedman   |               |
| 1986 | Odd Jobs                   | Max                |               |
| 1986 | Aliens - Återkomsten       | Carter Burke       |               |
| 1987 | Snuten i Hollywood II      | Jeffrey Friedman   |               |
| 1987 | Cross My Heart             | Bruce Gaynor       |               |
| 1990 | Crazy People               | Stephen Bachman    |               |
| 1991 | Blondinen som alltid sa ja | Phil Golden        |               |
| 1992 | 3½ Blocks from Home        | Sig själv          | Ståuppkomik   |
| 1993 | Family Prayers             | Dan Linder         |               |
| 1994 | Mr. Write                  | Charlie Fisher     |               |
| 1995 | Bye Bye Love               | Donny              |               |
| 1999 | Get Bruce                  | Unknown            |               |
| 1999 | Berättelsen om oss         | Dave               | Ej krediterad |
| 1999 | Pros & Cons                | Prison Man #1      | Ej krediterad |
| 2001 | En sen kväll på McCool's   | Carl               |               |
| 2002 | Purpose                    | Ben Fisher         |               |
| 2005 | The Thing About My Folks   | Ben Kleinman       |               |
| 2005 | The Aristocrats            | Sig själv          |               |
| 2009 | Funny People               | Sig själv          |               |
| 2014 | Whiplash                   | Jim Neiman         |               |
| 2014 | Life After Beth            | Noah Orfman        |               |
| 2015 | Concussion                 | Dr. Elliot Pellman |               |
| 2016 | Joshy                      | Steve              |               |
| 2016 | Miles                      | Lloyd Bryant       |               |
| 2016 | War on Everyone            | Lt. Gerry Stanton  |               |
| 2016 | The Book of Love           | Wendell            |               |
| 2016 | The Darkness               | Simon Richards     |               |
| 2017 | The Little Hours           | Ilario             |               |
| 2017 | I Do... Until I Don't      | Harvey Burger      |               |
| 2018 | The Spy Who Dumped Me      | Arnie Freeman      |               |
| 2020 | Fatherhood                 |                    | Inspelning    |
| 2024 | Snuten i Hollywood: Axel F | Jeffrey Friedman   |               |

### TV
| År              | Titel                                  | Roll             | Anmärkningar |
| --------------- | -------------------------------------- | ---------------- | --- |
| 1982            | Remington Steele                       | Ivan Turbell     | Avsnitt: "A Good Night's Steele" |
| 1987            | Walt Disney's Wonderful World of Color | Dexter Bunche    | Avsnitt: "You Ruined My Life" |
| 1987–1990       | My Two Dads                            | Michael Taylor   | 60 avsnitt |
| 1992–1999, 2019 | Galen i dig                            | Paul Buchman     | 164 avsnitt Viewers for Quality Television Award for Best Actor in a Quality Comedy Series Nominerad—American Comedy Award for Funniest Male Performer in a Television Series Nominerad—Golden Globe Award for Best Actor – Television Series Musical or Comedy (1995–98) Nominerad—Primetime Emmy Award for Outstanding Comedy Series (1994–97) Nominerad—Primetime Emmy Award for Outstanding Lead Actor in a Comedy Series (1994–99) Nominerad—Satellite Award for Best Actor – Television Series Musical or Comedy Nominerad—Screen Actors Guild Award for Outstanding Performance by a Male Actor in a Comedy Series (1995–96) Nominerad—Screen Actors Guild Award for Outstanding Performance by an Ensemble in a Comedy Series (1995–98) Nominerad—Viewers for Quality Television Award for Best Actor in a Quality Comedy Series |
| 1993            | The Tower                              | Tony Minot       | Television film |
| 1995            | 37th Annual Grammy Awards              | Sig själv (värd) | TV special |
| 1995            | Saturday Night Live                    | Sig själv (värd) | Avsnitt: "Paul Reiser/Annie Lennox" |
| 2001            | My Beautiful Son                       | Jerry Lipman     | Television film; AKA Strange Relations |
| 2002            | Simma lugnt, Larry!                    | Paul Reiser      | Avsnitt: "The Terrorist Attack" |
| 2002            | Women vs. Men                          | Bruce            | Television film |
| 2011            | The Paul Reiser Show                   | Paul Reiser      | 7 avsnitt |
| 2013            | Mitt liv med Liberace                  | Mr. Felder       | Television film |
| 2014–2016       | TripTank                               | Gary (voice)     | 10 avsnitt |
| 2014–2015       | Married                                | Shep             | 10 avsnitt |
| 2014–2017       | Red Oaks                               | Doug Getty       | 23 avsnitt |
| 2017–           | Stranger Things                        | Dr. Sam Owens    | 11 avsnitt |
| 2018            | The Romanoffs                          | Bob Isaacson     | Avsnitt: "House of Special Purpose" |
| 2019            | Fosse/Verdon                           | Cy Feuer         | 2 avsnitt |